# Djuptjärnen (Skellefteå socken, Västerbotten, 718924-174528)
Djuptjärnen är en sjö i Skellefteå kommun i Västerbotten och ingår i Skellefteälven-Bureälvens kustområde.